# Ликбез
Ликбе́з (ликвида́ция безгра́мотности у населения) — массовое обучение неграмотных взрослых чтению и письму в Советской России и СССР. В переносном смысле — обучение неподготовленной аудитории базовым понятиям какой-либо науки, процесса или явления.
Исторически термин «ликбез» возник как сокращение названия государственной программы Советской России по «ликвидации безграмотности», начало которой положил декрет Совета народных комиссаров РСФСР «О ликвидации безграмотности в РСФСР» от 26 декабря 1919 года. Согласно декрету, всё население Советской России в возрасте от 8 до 50 лет, не умевшее читать или писать, было обязано учиться грамоте на родном (или русском) языке (по желанию). Народному комиссариату просвещения предоставлялось право привлекать всех грамотных лиц к обучению неграмотных на основе трудовой повинности. Декрет предусматривал также создание школ для переростков, школ при детских домах, колониях и прочих учреждениях, входивших в систему Главсоцвоса.

## История
К концу XIX века грамотность населения Российской империи была очень низкой для страны, вставшей на путь индустриального развития. Отправной точкой уровня грамотности по всей стране на начало XX века принимаются данные на 1897 год, признанные отечественными и зарубежными учёными: всего — 21,1%, в том числе 29,3% мужчин и 13,1% женщин. По Сибири уровень грамотности составлял 12% (у детей до 9 лет — 16%), по Средней Азии — 5 и 6% соответственно. И хотя в последующие годы (до 1914 года) уровень грамотности возрастал, но «после войн и вообще усиленных наборов процент грамотности падает». По прошествии трёх лет войны, к 1917 году значительная часть населения страны оставалась неграмотной, особенно в Средней Азии. Дополнительно статистику ухудшил и тот факт, что во время Первой мировой войны западные губернии, где в предвоенные годы вкладывались большие средства в образовательную инфраструктуру, и где уже достигнутый уровень грамотности несколько повышал средние данные по империи (см. Грамотность в дореволюционной России#Грамотность в Российской империи на рубеже XIX—XX веков), были оккупированы и не вернулись в состав страны.
Оценки численности грамотного населения на 1914—1917 год достаточно сильно разнятся. В 1913 году, по официальным данным дореволюционного издания «Статистический Ежегодник России», численность грамотного населения составила 27%. Часто уровень грамотности на 1914 год в Российской империи оценивается в 30% от всего населения. Ряд западных учёных оценивают грамотность европейской части России к 1915 году в 35—38%. Существует также оценка грамотности населения России в 45% к 1914 году. Бывший министр просвещения П. Н. Игнатьев в своей статье приводил оценку в 56% грамотных от всего населения России (на 1916 год).

### Организационная основа
Организационная работа по ликвидации неграмотности осуществлялась внешкольным отделом Наркомата просвещения (НКП), затем — созданным на его базе Главным политико-просветительным комитетом (Главполитпросвет). В 1920 году Совет народных комиссаров принял декрет об учреждении Всероссийской чрезвычайной комиссии по ликвидации безграмотности (ВЧКл/б), постановления которой имели обязательный характер. Она была образована для выполнения принятого в 1919 году декрета о ликвидации безграмотности и в 1920—1930-х годах руководила обучением неграмотных и малограмотных. Ведал делами этой комиссии нарком просвещения Анатолий Луначарский.
Учебная программа потребовала широкой организованной подготовки учителей и других педагогических работников. К осени 1920 года только органами ВЧКл/б в двадцати шести губерниях были созданы курсы учителей-ликвидаторов неграмотности.
1-й Всероссийский съезд по ликвидации неграмотности (1922) признал необходимым обучать грамоте в первую очередь красноармейцев, призывников, рабочих совхозов, членов профсоюзов, комсомольцев, членов сельских коллективных объединений в возрасте от 18 до 30 лет. Срок обучения неграмотных на ликпунктах устанавливался до семи месяцев, малограмотных — до шести месяцев в школах для малограмотных (6—8 часов еженедельно).
14 августа 1923 года вышел декрет Совнаркома РСФСР «О ликвидации безграмотности», дополнивший декрет от 26 декабря и установивший 1072 инструктивные школы (574 ликвидационных пункта и 498 школ для малограмотных). Осенью 1923 года было создано Всероссийское добровольное общество «Долой неграмотность». Председателем центрального Совета общества стал М. И. Калинин, среди членов общества были виднейшие государственные деятели: Н. К. Крупская, А. В. Луначарский, Н. А. Семашко. Общество «Долой неграмотность!» выпускало газеты и журналы по ликвидации неграмотности, в том числе «Культпоход», «Повысим грамотность», буквари, пропагандистскую и методическую литературу. Особенно большую работу Общество проводило в деревне, где проживала основная часть неграмотных.
Крупнейшим социальным контингентом, в котором предстояло бороться с неграмотностью, были так называемые беспризорники — дети, потерявшие не только родственников, но и место жительства во время Первой мировой и Гражданской войн. В РСФСР в 1921 году их насчитывалось 4,5 миллиона, а в целом по СССР в 1922 году — до 7 миллионов.
27 января 1921 года постановлением Президиума ВЦИК была учреждена Комиссия по улучшению жизни детей (Деткомиссия) при Всероссийском центральном исполнительном комитете во главе с Феликсом Дзержинским. Главным, после обеспечения жилья, мероприятием, осуществляемым в ходе борьбы с беспризорностью, стало обучение беспризорников грамоте. Помимо Наркомата просвещения этими проблемами занимались и общественные организации, в том числе «Фонд имени В. И. Ленина для оказания помощи беспризорным детям». В 1925 году в СССР была создана общественная организация «Друзья детей». Уже к началу 1928 года по всему Советскому Союзу насчитывалось только около 300 тысяч беспризорных.
Именно в ходе борьбы с беспризорностью, сочетавшейся с одновременным обучением детей грамоте, а затем и другим дисциплинам, проявился талант крупнейшего советского педагога А. С. Макаренко, автора «Педагогической поэмы».

### Ликпункты и школы грамоты
Каждый населённый пункт с численностью неграмотных свыше 15 человек должен был иметь школу грамоты (ликпункт). Срок обучения в такой школе составлял 3—4 месяца. Программа обучения включала чтение, письмо, счёт. В начале 1920-х годов было уточнено, что на занятиях на ликпункте неграмотных обучали читать ясный печатный и письменный шрифты, делать краткие записи, необходимые в жизни и служебных делах, читать и записывать целые и дробные числа, проценты, разбираться в диаграммах и схемах, учащимся объяснялись основные вопросы строительства советского государства. Для взрослых учащихся на два часа сокращался рабочий день с сохранением заработной платы, предусматривалось первоочередное снабжение ликпунктов учебными пособиями, письменными принадлежностями.

### Учебно-методическая база
В 1920—1924 годах вышли два издания первого советского массового букваря для взрослых Д. Элькиной, Н. Бугославской, А. Курской (2-е издание, под названием «Долой неграмотность», включало ставшую широко известной фразу для обучения чтению — «Мы — не рабы, рабы — не мы», а также стихотворения В. Я. Брюсова и Н. А. Некрасова). В те же годы появились «Рабоче-крестьянский букварь для взрослых» В. В. Смушкова, «Букварь для рабочих» Е. Я. Голанта. Часть пособий была напечатана за рубежом с оплатой из валютных фондов республики. Было налажено издание массовых букварей и других начальных пособий для взрослых на украинском, белорусском, киргизском, татарском, чувашском, узбекском и других (всего около сорока) языках.
Во все времена обучение грамоте сопровождалось пропагандой тех идейных ценностей, доступ к которым открывало умение читать. В годы царствования Екатерины II, когда многие считали, что «черни не нужно давать образования», наиболее проницательные деятели (например, депутат от клинского дворянства Пётр Орлов) настаивали, что если и обучать грамоте,
то на следующем основании: пусть крестьяне путём грамоты сами собой находят, чем они обязаны Богу, государю, отечеству и по закону помещику своему.
Поэтому нет ничего удивительного в том, что в 1925/26 учебном году в программы ликбеза как обязательный был введён курс политграмоты, идеологическая борьба, в том числе, внутри партии, была в самом разгаре.

### Трудности ликбеза и его итоги
Всего в 1917—1927 годах было обучено грамоте до 10 миллионов взрослых, в том числе в РСФСР — 5,5 миллионов. Стартовый уровень грамотности был достаточно низок. Так, по данным переписи 1 ноября 1920 года (Народное образование по основному обследованию 1920 года), в школах учились всего около 7,3 миллиона учеников (в школах первой ступени — 6 860 328 детей, и в школах второй ступени — 399 825), причём школы в Европейской России посещали менее 59% детей в возрасте 8—12 лет (старше 12 лет — ещё и много меньше).
В годы НЭПа темпы снижения неграмотности были далеки от желаемых. Взрослое население, занятое в частном секторе, не имело социальных гарантий, позволявших сочетать учёбу с трудом. В целом СССР к 1926 году занимал по уровню грамотности лишь 19-е место среди стран Европы, уступая таким странам, как Турция и Португалия. Сохранились значительные различия в уровне грамотности городского и сельского населения (в 1926 году, соответственно, 80,9 и 50,6%), мужчин и женщин (в городе — 88,6 и 73,9%, в селе — 67,3 и 35,4%).
В 1928 году по инициативе ВЛКСМ был начат так называемый «культпоход». Его опорными центрами стали Москва, Саратов, Самара и Воронеж, где основная часть неграмотных были обучены силами общественности. К середине 1930 года численность культармейцев достигла 1 миллион, а численность обучающихся только в учтённых школах грамоты — 10 миллионов человек.
Введение в 1930 году всеобщего начального обучения создавало известные гарантии распространения грамотности. Ликвидация неграмотности возлагалась теперь на соответствующие секции при местных советах. Одновременно пересматривались программы школ ликбеза, рассчитанные на 330 учебных занятий (10 месяцев — в городе и 7 месяцев — на селе). Актуальной задачей считалась теперь борьба с малограмотностью.
К 1936 году было обучено около 40 миллионов неграмотных. В 1933—1937 годах только в учтённых школах ликбеза занимались свыше 20 миллионов неграмотных и около 20 миллионов малограмотных.
По данным переписи 1939 года, грамотность лиц в возрасте от 16 до 50 лет приближалась к 90%. К началу 1940-х ситуация с неграмотностью в большинстве районов СССР перестала быть катастрофической.

## Последующие события
Советский опыт ликвидации неграмотности использовался при ликвидации неграмотности в других странах мира. В 1961 году Генеральная Ассамблея ООН поручила ЮНЕСКО подготовить международный план действий по ликвидации неграмотности в мировом масштабе, через год ЮНЕСКО опубликовала проект "Всемирной кампании за всеобщую грамотность", а в 1962 году состоялся 1-й Международный конгресс по борьбе с неграмотностью, в работе которого приняли участие 48 стран (в том числе, СССР) и были разработаны рекомендации о том, как желательно организовать работу по ликвидации неграмотности в различных странах мира (при разработке которых учитывался советский опыт).
Позднее, опыт ликвидации неграмотности в СССР успешно использовали при ликвидации неграмотности в Иране. Изначально, при обучении кочевых племен к каждой кочующей группе скотоводов присоединялся учитель (как правило, выходец из этого же семейства или племени), однако этот метод требовал большого количества учителей даже при обучении детей в объёме программы начальной школы. В результате, после изучения опыта СССР, в городе Шираз была открыта школа для детей кочевников, в которой учащиеся проживали в течение учебного года. В отличие от большинства школ страны, в этой школе осуществлялось совместное обучение мальчиков и девочек.

## В культуре
Название «Ликбез» носит издающийся с 1991 года в Барнауле литературный альманах.